# Ventôse
Der Ventôse (auch Ventose; deutsch auch Windmonat) ist der sechste Monat des republikanischen Kalenders der Französischen Revolution. Er folgt auf den Pluviôse, ihm folgt der Germinal.

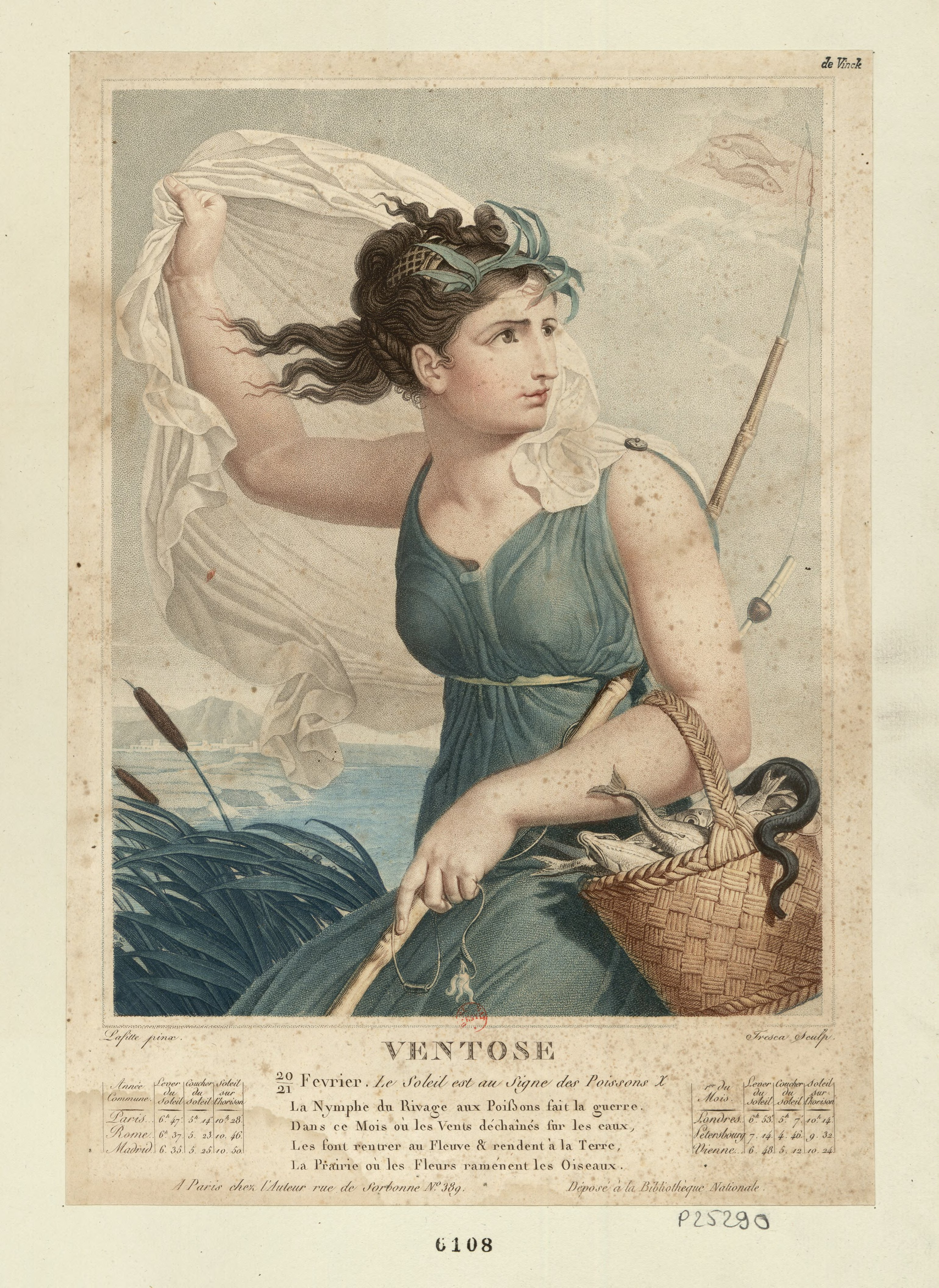
Allegorie des Ventôse

Der Name ist von französisch vent (Wind) abgeleitet. Der Ventôse ist der dritte Monat des Winterquartals (mois d'hiver). Er beginnt etwa am 20. Februar und endet etwa am 21. März.

## Tagesnamen
Wie alle Monate des Französischen Revolutionskalenders hatte der Ventôse 30 Tage, die in 3 Dekaden eingeteilt wurden. Die Tage waren nach landwirtschaftlichen Pflanzen benannt, mit Ausnahme des 5. und 10. Tages jeder Dekade. Der 5. Tag (Quintidi) wurde nach einem Haustier benannt, der 10. Tag (Decadi) nach einem landwirtschaftlichen Gerät.
| Tagesnamen für den Ventôse | Tagesnamen für den Ventôse | Tagesnamen für den Ventôse  | Tagesnamen für den Ventôse | Tagesnamen für den Ventôse | Tagesnamen für den Ventôse | Tagesnamen für den Ventôse              |
| | 1re Décade                 | 1re Décade                  | 2e Décade                  | 2e Décade                  | 3e Décade                  | 3e Décade                               |
| --- | -------------------------- | --------------------------- | -------------------------- | -------------------------- | -------------------------- | --------------------------------------- |
| Primidi | 1.                         | Tussilage (Huflattich)      | 11.                        | Narcisse (Narzisse)        | 21.                        | Mandragore (Alraunen)                   |
| Duodi | 2.                         | Cornouiller (Kornelkirsche) | 12.                        | Orme (Ulme)                | 22.                        | Percil Persil (Petersilie)              |
| Tridi | 3.                         | Viollier Violier (Levkoje)  | 13.                        | Fumeterre (Erdrauch)       | 23.                        | Cochléria (Löffelkraut)                 |
| Quartidi | 4.                         | Troëne (Liguster)           | 14.                        | Vélar (Wegrauke)           | 24.                        | Pâquerette (Gänseblümchen)              |
| Quintidi | 5.                         | Bouc (Ziegenbock)           | 15.                        | Chèvre (Ziege)             | 25.                        | Thon (Thunfisch) Chevreau (Zicklein)    |
| Sextidi | 6.                         | Asaret (Haselwurz)          | 16.                        | Epinards (Spinat)          | 26.                        | Pissenlit (Löwenzahn)                   |
| Septidi | 7.                         | Alaterne (Kreuzdorn)        | 17.                        | Doronic (Gemswurz)         | 27.                        | Sylvie (Wald-Anemone)                   |
| Octidi | 8.                         | Violette (Veilchen)         | 18.                        | Mouron (Vogelkraut)        | 28.                        | Capillaire Cheveu-de-Vénus (Frauenhaar) |
| Nonidi | 9.                         | Marceau Saule (Weide)       | 19.                        | Cerfeuil (Kerbel)          | 29.                        | Frêne (Esche)                           |
| Décadi | 10.                        | Bêche (Spaten)              | 20.                        | Cordeau (Messschnur)       | 30.                        | Plantoir (Grabstock)                    |
| moderne französische Namen erscheinen kursiv – Vorschläge von Fabre d’Églantine, die nicht akzeptiert wurden, erscheinen in Kleinschrift |                            |                             |                            |                            |                            |                                         |

## Umrechnungstafel
| I. | II. | III. | V. | VI. | VII. |

| Februar | 1793 | 1794 | 1795 | 1797 | 1798 | 1799 | März |

| I. | II. | III. | V. | VI. | VII. |

| Februar | 1793 | 1794 | 1795 | 1797 | 1798 | 1799 | März |

| IV. |

| Februar | 1796 | März |

| IV. |

| Februar | 1796 | März |

| VIII. | IX. | X. | XI. | XIII. |

| Februar | 1800 | 1801 | 1802 | 1803 | 1805 | März |

| VIII. | IX. | X. | XI. | XIII. |

| Februar | 1800 | 1801 | 1802 | 1803 | 1805 | März |

| XII. |

| Februar | 1804 | März |

| XII. |

| Februar | 1804 | März |

## Umrechnungsbeispiel
Zu ermitteln ist der 26. Ventôse XIII.
Das Jahr XIII steht in der dritten Tabelle, darunter das gregorianische Jahr 1805. Unter dem 26. (obere Tageszeile) steht der 17. Da dieser nach dem Monatsübergang (28.→1.) liegt, ist der März gemeint.
Das gregorianische Datum ist also der 17. März 1805.
Siehe auch: Umrechnungstafel zwischen gregorianischem und republikanischem Kalender